# 司福
司福（1426年—？），字希謙，山西澤州人，明朝政治人物。

## 生平
山西鄉試第二十四名舉人，天順四年（1460年）中式庚辰科會試第七名，二甲第四十名進士。

## 家族
曾祖司禮卿；祖父司誠甫，贈審理正；父司憲，鄭王府審理正。